# مانویا
مانویا (به بلغاری: Manoya) یک منطقهٔ مسکونی در بلغارستان است که در شهرستان دریانوو واقع شده‌است.